# Grammoptera cyanea
Grammoptera cyanea là một loài bọ cánh cứng trong họ Cerambycidae.